# Antonietta Raphaël
Antonietta Raphaël, née en 1895 en Lituanie, et morte en 1975 à Rome, est une artiste peintre et une sculptrice.

## Biographie
Antonietta Raphaël est née en 1895 à Kaunas ou en 1900 à Kaunas ou à Vilnius. Elle est la fille d'un rabbin.
Après la mort de son père en 1905, elle déménage avec sa mère à Londres où elle obtient un diplôme en piano à la Royal Academy of Music, travaille aussi au théâtre, et étudie la sculpture. Elle devient enseignante d'anglais et une amie du sculpteur Jacob Epstein.
Elle se rend à Paris 1924 et se lie d'amitié avec Soutine, Chagall, Pascin et Kisling puis poursuit ses études à Rome l'année suivante. Elle épouse le peintre Mario Mafai avec qui elle fonde l'école romaine de la Via Cavour.
Elle est morte en 1975 à Rome.